# Copa del món de ciclisme de muntanya
La Copa del món de ciclisme de muntanya és una competició de ciclisme de muntanya organitzada per la Unió Ciclista Internacional formada per diferents proves que es disputen normalment entre abril i setembre.
El nombre de proves pot variar depenent dels anys, i també la seva ubicació malgrat la majoria es disputen a Europa. Els corredors guanyen punts en funció de la seva plaça final en cada prova de la copa i el guanyador final és el que n'obté més.
La primera edició es va córrer al 1991 només amb la disciplina de Camp a través. El Descens va aparèixer dos anys més tard. Posteriorment s'hi va afegir el Dual Slalom, sent reemplaçat pel Four Cross anys més tard; i finalment va arribar el Camp a través per eliminació. Algunes no han tingut gaire continuació.

## Modalitats
| Modalitat         | Nom             | Distància  | Temps         |
| ----------------- | --------------- | ---------- | ------------- |
| XCO               | Olímpic         | 30 / 45 km | 1h 30 min     |
| XCM               | Marató          | 60 / 80 km | 2h / 4h       |
| XCE               | Eliminator      | 2 / 5 km   | 1 min / 5 min |
| XC contrarellotge | Contrarrellotge | 10 / 30 km | 20 min / 1h   |
| DH                | Descens         | 2 / 5 km   | 1 min / 5 min |
| Dual Slalom       | Descens de 2    | 2 / 5 km   | 1 min / 5 min |
| Four Cross        | Descens de 4    | 2 / 5 km   | 1 min / 5 min |

## Palmarès

### XCO masculí
| Any  | Vencedor            | Segon                | Tercer               |
| ---- | ------------------- | -------------------- | -------------------- |
| 1991 | John Tomac          | Gerhard Zadrobilek   | David Wiens          |
| 1992 | Thomas Frischknecht | John Tomac           | Ned Overend          |
| 1993 | Thomas Frischknecht | John Tomac           | Peter Hric           |
| 1994 | Bart Brentjens      | Ned Overend          | Tinker Juarez        |
| 1995 | Thomas Frischknecht | Rune Høydahl         | Jan Erik Ostergaard  |
| 1996 | Christophe Dupouey  | Thomas Frischknecht  | Miguel Martinez      |
| 1997 | Miguel Martinez     | Christophe Dupouey   | Cadel Evans          |
| 1998 | Cadel Evans         | Miguel Martinez      | Rune Høydahl         |
| 1999 | Cadel Evans         | Miguel Martinez      | Christoph Sauser     |
| 2000 | Miguel Martinez     | Bas van Dooren       | Christophe Dupouey   |
| 2001 | Roland Green        | José Antonio Hermida | Miguel Martinez      |
| 2002 | Filip Meirhaeghe    | Christoph Sauser     | Bart Brentjens       |
| 2003 | Julien Absalon      | Christoph Sauser     | Filip Meirhaeghe     |
| 2004 | Christoph Sauser    | Roel Paulissen       | Filip Meirhaeghe     |
| 2005 | Christoph Sauser    | José Antonio Hermida | Julien Absalon       |
| 2006 | Julien Absalon      | Christoph Sauser     | José Antonio Hermida |
| 2007 | Julien Absalon      | José Antonio Hermida | Christoph Sauser     |
| 2008 | Julien Absalon      | Christoph Sauser     | José Antonio Hermida |
| 2009 | Julien Absalon      | José Antonio Hermida | Burry Stander        |
| 2010 | Nino Schurter       | Julien Absalon       | Jaroslav Kulhavý     |
| 2011 | Jaroslav Kulhavý    | Nino Schurter        | Julien Absalon       |
| 2012 | Nino Schurter       | Jaroslav Kulhavý     | Burry Stander        |
| 2013 | Nino Schurter       | Daniel McConnell     | Julien Absalon       |
| 2014 | Julien Absalon      | Nino Schurter        | Daniel McConnell     |
| 2015 | Nino Schurter       | Julien Absalon       | Jaroslav Kulhavý     |
| 2016 | Julien Absalon      | Nino Schurter        | Maxime Marotte       |
| 2017 | Nino Schurter       | Maxime Marotte       | Jordan Sarrou        |
| 2018 | Nino Schurter       | Henrique Avancini    | Gerhard Kerschbaumer |
| 2019 | Nino Schurter       | Mathieu Van der Poel | Henrique Avancini    |

### XCO femení
| Any  | Vencedora              | Segona                 | Tercera              |
| ---- | ---------------------- | ---------------------- | -------------------- |
| 1991 | Sara Ballantyne        | Juli Furtado           | Regina Stiefl        |
| 1992 | Ruthie Matthes         | Juli Furtado           | Chantal Daucourt     |
| 1993 | Juli Furtado           | Ruthie Matthes         | Alison Sydor         |
| 1994 | Juli Furtado           | Caroline Alexander     | Alison Sydor         |
| 1995 | Juli Furtado           | Alison Sydor           | Paola Pezzo          |
| 1996 | Alison Sydor           | Gunn-Rita Dahle        | Juli Furtado         |
| 1997 | Paola Pezzo            | Alison Sydor           | Chantal Daucourt     |
| 1998 | Alison Sydor           | Laurence Leboucher     | Paola Pezzo          |
| 1999 | Alison Sydor           | Gunn-Rita Dahle        | Annabella Stropparo  |
| 2000 | Barbara Blatter        | Alison Dunlap          | Alison Sydor         |
| 2001 | Barbara Blatter        | Caroline Alexander     | Marga Fullana        |
| 2002 | Alison Dunlap          | Marga Fullana          | Sabine Spitz         |
| 2003 | Gunn-Rita Dahle        | Sabine Spitz           | Irina Kalentieva     |
| 2004 | Gunn-Rita Dahle        | Marie-Hélène Prémont   | Annabella Stropparo  |
| 2005 | Gunn-Rita Dahle        | Sabine Spitz           | Marie-Hélène Prémont |
| 2006 | Gunn-Rita Dahle Flesjå | Marie-Hélène Prémont   | Sabine Spitz         |
| 2007 | Irina Kalentieva       | Marie-Hélène Prémont   | Ren Chengyuan        |
| 2008 | Marie-Hélène Prémont   | Catharine Pendrel      | Marga Fullana        |
| 2009 | Elisabeth Osl          | Lene Byberg            | Catharine Pendrel    |
| 2010 | Catharine Pendrel      | Willow Koerber         | Eva Lechner          |
| 2011 | Julie Bresset          | Catharine Pendrel      | Irina Kalentieva     |
| 2012 | Catharine Pendrel      | Gunn-Rita Dahle Flesjå | Kateřina Nash        |
| 2013 | Tanja Žakelj           | Eva Lechner            | Kateřina Nash        |
| 2014 | Jolanda Neff           | Catharine Pendrel      | Tanja Žakelj         |
| 2015 | Jolanda Neff           | Gunn-Rita Dahle Flesjå | Lea Davison          |
| 2016 | Catharine Pendrel      | Annika Langvad         | Emily Batty          |
| 2017 | Yana Belomoyna         | Maja Włoszczowska      | Annika Langvad       |

### XC contrarellotge masculí
| Any  | Vencedor  | Segon        | Tercer            |
| ---- | --------- | ------------ | ----------------- |
| 2001 | Marco Bui | Roland Green | Michael Rasmussen |

### XC contrarellotge femení
| Any  | Vencedora       | Segona              | Tercera       |
| ---- | --------------- | ------------------- | ------------- |
| 2001 | Barbara Blatter | Annabella Stropparo | Marga Fullana |

### XCE masculí
| Any  | Vencedor          | Segon             | Tercer            |
| ---- | ----------------- | ----------------- | ----------------- |
| 2013 | Daniel Federspiel | Simon Gegenheimer | Fabrice Mels      |
| 2014 | Fabrice Mels      | Simon Gegenheimer | Daniel Federspiel |

### XCE femení
| Any  | Vencedora          | Segona             | Tercera         |
| ---- | ------------------ | ------------------ | --------------- |
| 2013 | Alexandra Engen    | Kathrin Stirnemann | Jenny Rissveds  |
| 2014 | Kathrin Stirnemann | Jenny Rissveds     | Alexandra Engen |

### XCM masculí
| Any  | Vencedor       | Segon               | Tercer          |
| ---- | -------------- | ------------------- | --------------- |
| 2005 | Mauro Bettin   | Alban Lakata        | Dario Acquaroli |
| 2006 | Leonardo Páez  | Thomas Dietsch      | Roland Stauder  |
| 2007 | Thomas Dietsch | Massimo De Bertolis | Alban Lakata    |
| 2008 | Leonardo Páez  | Thomas Dietsch      | Alban Lakata    |

### XCM femení
| Any  | Vencedor      | Segon       | Tercer           |
| ---- | ------------- | ----------- | ---------------- |
| 2005 | Daniela Louis | Esther Süss | Anna Enocsson    |
| 2006 | Pia Sundstedt | Esther Süss | Elena Giacomuzzi |
| 2007 | Pia Sundstedt | Esther Süss | Ivonne Kraft     |
| 2008 | Pia Sundstedt | Esther Süss | Blaža Klemenčič  |

### DH masculí
| Any  | Vencedor         | Segon            | Tercer             |
| ---- | ---------------- | ---------------- | ------------------ |
| 1993 | Jürgen Beneke    | John Tomac       | Stefano Migliorini |
| 1994 | François Gachet  | Jürgen Beneke    | Nicolas Vouilloz   |
| 1995 | Nicolas Vouilloz | Mike King        | Myles Rockwell     |
| 1996 | Nicolas Vouilloz | Marcus Klausmann | Tomàs Misser       |
| 1997 | Corrado Herin    | Jürgen Beneke    | Tomàs Misser       |
| 1998 | Nicolas Vouilloz | David Vázquez    | Cédric Gracia      |
| 1999 | Nicolas Vouilloz | Steve Peat       | Gerwin Peters      |
| 2000 | Nicolas Vouilloz | Steve Peat       | David Vázquez      |
| 2001 | Greg Minnaar     | Nicolas Vouilloz | Mickael Pascal     |
| 2002 | Steve Peat       | Cédric Gracia    | Chris Kovarik      |
| 2003 | Nathan Rennie    | Cédric Gracia    | Mickael Pascal     |
| 2004 | Steve Peat       | Sam Hill         | Nathan Rennie      |
| 2005 | Greg Minnaar     | Sam Hill         | Nathan Rennie      |
| 2006 | Steve Peat       | Sam Hill         | Greg Minnaar       |
| 2007 | Sam Hill         | Matti Lehikoinen | Steve Peat         |
| 2008 | Greg Minnaar     | Sam Hill         | Gee Atherton       |
| 2009 | Sam Hill         | Greg Minnaar     | Steve Peat         |
| 2010 | Gee Atherton     | Greg Minnaar     | Samuel Blenkinsop  |
| 2011 | Aaron Gwin       | Greg Minnaar     | Gee Atherton       |
| 2012 | Aaron Gwin       | Greg Minnaar     | Gee Atherton       |
| 2013 | Steve Smith      | Gee Atherton     | Greg Minnaar       |
| 2014 | Josh Bryceland   | Aaron Gwin       | Troy Brosnan       |
| 2015 | Aaron Gwin       | Loïc Bruni       | Troy Brosnan       |
| 2016 | Aaron Gwin       | Danny Hart       | Troy Brosnan       |
| 2017 | Aaron Gwin       | Troy Brosnan     | Greg Minnaar       |

### DH femení
| Any  | Vencedora              | Segona                 | Tercera         |
| ---- | ---------------------- | ---------------------- | --------------- |
| 1993 | Regina Stiefl          | Giovanna Bonazzi       | Missy Giove     |
| 1994 | Kim Sonier             | Anne-Caroline Chausson | Missy Giove     |
| 1995 | Regina Stiefl          | Giovanna Bonazzi       | Kim Sonier      |
| 1996 | Missy Giove            | Anne-Caroline Chausson | Leigh Donovan   |
| 1997 | Missy Giove            | Anne-Caroline Chausson | Leigh Donovan   |
| 1998 | Anne-Caroline Chausson | Missy Giove            | Nolvenn Le Caër |
| 1999 | Anne-Caroline Chausson | Missy Giove            | Katja Repo      |
| 2000 | Anne-Caroline Chausson | Missy Giove            | Leigh Donovan   |
| 2001 | Anne-Caroline Chausson | Missy Giove            | Sabrina Jonnier |
| 2002 | Anne-Caroline Chausson | Sabrina Jonnier        | Tracy Moseley   |
| 2003 | Sabrina Jonnier        | Fionn Griffiths        | Tracy Moseley   |
| 2004 | Céline Gros            | Sabrina Jonnier        | Marielle Saner  |
| 2005 | Sabrina Jonnier        | Tracy Moseley          | Rachel Atherton |
| 2006 | Tracy Moseley          | Sabrina Jonnier        | Rachel Atherton |
| 2007 | Sabrina Jonnier        | Tracy Moseley          | Tracey Hannah   |
| 2008 | Rachel Atherton        | Sabrina Jonnier        | Tracy Moseley   |
| 2009 | Sabrina Jonnier        | Tracy Moseley          | Emmeline Ragot  |
| 2010 | Sabrina Jonnier        | Emmeline Ragot         | Tracy Moseley   |
| 2011 | Tracy Moseley          | Floriane Pugin         | Rachel Atherton |
| 2012 | Rachel Atherton        | Emmeline Ragot         | Myriam Nicole   |
| 2013 | Rachel Atherton        | Emmeline Ragot         | Manon Carpenter |
| 2014 | Manon Carpenter        | Rachel Atherton        | Emmeline Ragot  |
| 2015 | Rachel Atherton        | Manon Carpenter        | Tahnée Seagrave |
| 2016 | Rachel Atherton        | Manon Carpenter        | Tracey Hannah   |
| 2017 | Myriam Nicole          | Tahnée Seagrave        | Tracey Hannah   |

### Dual Slalom masculí
| Any  | Vencedor    | Segon         | Tercer           |
| ---- | ----------- | ------------- | ---------------- |
| 1998 | Brian Lopes | Dave Cullinan | Eric Carter      |
| 1999 | Eric Carter | Brian Lopes   | Cédric Gracia    |
| 2000 | Brian Lopes | Cédric Gracia | Wade Bootes      |
| 2001 | Brian Lopes | Eric Carter   | Mickael Deldycke |

### Dual Slalom femení
| Any  | Vencedora              | Segona         | Tercera         |
| ---- | ---------------------- | -------------- | --------------- |
| 1998 | Katrina Miller         | Sari Jörgensen | Sabrina Jonnier |
| 1999 | Katrina Miller         | Leigh Donovan  | Tara Llanes     |
| 2000 | Anne-Caroline Chausson | Tara Llanes    | Leigh Donovan   |
| 2001 | Leigh Donovan          | Katrina Miller | Tara Llanes     |

### Four Cross masculí
| Any  | Vencedor       | Segon              | Tercer           |
| ---- | -------------- | ------------------ | ---------------- |
| 2002 | Brian Lopes    | Cédric Gracia      | Mike King        |
| 2003 | Eric Carter    | Michal Prokop      | Mike King        |
| 2004 | Michal Prokop  | Brian Lopes        | Guido Tschugg    |
| 2005 | Brian Lopes    | Michal Prokop      | Cédric Gracia    |
| 2006 | Michal Prokop  | Jared Graves       | Kamil Tatarkovic |
| 2007 | Brian Lopes    | Michal Prokop      | Jared Graves     |
| 2008 | Rafael Álvarez | Guido Tschugg      | Dan Atherton     |
| 2009 | Jared Graves   | Joost Wichman      | Romain Saladini  |
| 2010 | Jared Graves   | Tomáš Slavík       | Joost Wichman    |
| 2011 | Jared Graves   | Roger Rinderknecht | Tomáš Slavík     |

### Four Cross femení
| Any  | Vencedora              | Segona          | Tercera        |
| ---- | ---------------------- | --------------- | -------------- |
| 2002 | Anne-Caroline Chausson | Sabrina Jonnier | Katrina Miller |
| 2003 | Katrina Miller         | Sabrina Jonnier | Mio Suemasa    |
| 2004 | Sabrina Jonnier        | Tara Llanes     | Jill Kintner   |
| 2005 | Jill Kintner           | Anneke Beerten  | Jana Horáková  |
| 2006 | Jill Kintner           | Katrina Miller  | Tara Llanes    |
| 2007 | Anneke Beerten         | Jill Kintner    | Mio Suemasa    |
| 2008 | Anneke Beerten         | Anita Molcik    | Mio Suemasa    |
| 2009 | Anneke Beerten         | Fionn Griffiths | Jill Kintner   |
| 2010 | Anita Molcik           | Anneke Beerten  | Jana Horáková  |
| 2011 | Anneke Beerten         | Melissa Buhl    | Lucia Oetjen   |